# Arthropleuridea
Sous-classe
Les Arthropleuridea sont une sous-classe éteinte de myriapodes de la classe des Diplopoda. Elle s’est développée durant le Carbonifère et le Silurien, et s’est éteinte au Cisuralien.

## Systématique
La sous-classe des Arthropleuridea a été créée en 1934 par le géologue et paléontologue français Gérard Waterlot (d) (1904-1982),.

## Liste des ordres
Selon Paleobiology Database (17 août 2022) :
- † Arthropleurida Waterlot, 1934

The Taxonomicon (17 août 2022) mentionne également les ordres suivants mais qui ne sont représentés par aucun taxon :
- † Eoarthropleurida
- † Microdecemplicida

## Publication originale
- Gérard Waterlot, Études des gîtes minéraux de la France. Bassin houiller de la Sarre et de la Lorraine. 2, Faune fossile. Étude de la faune continentale du terrain houiller sarro-lorrain, Imprimerie de L. Danel, 1934, 317 p. (OCLC 999590629).